# Wasyl Basza
Wasyl Wasylowycz Basza, ukr. Василь Васильович Баша (ur. 13 stycznia 1959 w Hoszczy, w obwodzie rówieńskim, Ukraińska SRR) – ukraiński aktor teatralny i filmowy. Ludowy Artysta Ukrainy (2010).

## Życiorys
Wasyl urodził się w Hoszczy, w obwodzie rówieńskim. W 1966 roku przeprowadził się z mamą do Czernihowa. Ukończył Szkołę Podstawową w Kozielcach.
W 1976 roku rozpoczął studia na wydziale aktorskim Kijowskiego Instytutu Teatralnego. W latach 1980–1991 pracował jako aktor Lwowskiego Teatru Młodego Widza im. Maksima Gorkiego.
W 1991 roku rozpoczął studia na wydziale reżyserii Kijowskiego Instytutu Teatralnego.
W 1998 został uhonorowany tytułem Zasłużonego Artysty Ukrainy.
Od 1999 roku występuje w teatrze im. Iwana Franki w Kijowie.

## Dorobek filmowy
- 2004 - „Jarmark w Soroczyńcach” (ukr. „Сорочинський ярмарок”), rola: kozak.
- 2006 - „Inne życie lub ucieczka z tamtego świata” (ukr. „Інше життя, або Втеча з того світу”), rola główna.
- 2012 - „Anna German„ (ukr. „Анна Герман. Таємниця білого ангела”), rola: kolejarz.
- 2015 - „Ostatni Moskal” (ukr. „Останній москаль”), rola: Mychajło, ojciec Ksenii.
- 2018 - „Tajny dziennik Symona Petlury” (ukr. „Таємний щоденник Симона Петлюри”), rola drugoplanowa.